# 鯵ヶ沢事件
鯵ヶ沢事件（あじがさわじけん）は、北朝鮮（朝鮮民主主義人民共和国）によるスパイ事件。1962年（昭和37年）11月10日摘発。北朝鮮工作員が日本に不法入国し、在日朝鮮人工作員との接触を図った事件。

## 概要
北朝鮮の工作員が密入国したのは日本海に面した青森県西津軽郡鰺ヶ沢町の海岸からであった。その後、在日工作員と接触を企図していたところを、青森県警察によって1962年11月10日に検挙された。
押収したのは偽造の外国人登録証である。工作員は、出入国管理令（出入国管理及び難民認定法）・外国人登録法違反で懲役1年の判決を受けた。